# Barugo
Barugo é um município de  quarta classe de renda municipal (d) na província Leyte, nas Filipinas. De acordo com o censo de 1 de maio  de  2020 possui uma população de 34 497 pessoas e 7 957 domicílios.